# Évecquemont
Évecquemont és un municipi francès, situat al departament d'Yvelines i a la regió de Illa de França. L'any 2007 tenia 775 habitants.
Forma part del Cantó de Les Mureaux, del districte de Rambouillet i de la Comunitat urbana Grand Paris Seine et Oise.

## Demografia

### Població
El 2007 la població de fet d'Évecquemont era de 775 persones. Hi havia 295 famílies, de les quals 64 eren unipersonals (40 homes vivint sols i 24 dones vivint soles), 101 parelles sense fills, 113 parelles amb fills i 17 famílies monoparentals amb fills.
La població ha evolucionat segons el següent gràfic:
Habitants censats

### Habitatges
El 2007 hi havia 331 habitatges, 306 eren l'habitatge principal de la família, 12 eren segones residències i 12 estaven desocupats. 294 eren cases i 34 eren apartaments. Dels 306 habitatges principals, 250 estaven ocupats pels seus propietaris, 47 estaven llogats i ocupats pels llogaters i 10 estaven cedits a títol gratuït; 11 tenien una cambra, 18 en tenien dues, 42 en tenien tres, 60 en tenien quatre i 175 en tenien cinc o més. 216 habitatges disposaven pel capbaix d'una plaça de pàrquing. A 100 habitatges hi havia un automòbil i a 186 n'hi havia dos o més.

### Piràmide de població
La piràmide de població per edats i sexe el 2009 era:
| Homes | Edats   | Dones |
| ----- | ------- | ----- |
| 0     | 95 o +  | 0     |
| 4     | 90 a 94 | 0     |
| 0     | 85 a 89 | 4     |
| 8     | 80 a 84 | 4     |
| 0     | 75 a 79 | 8     |
| 4     | 70 a 74 | 16    |
| 32    | 65 a 69 | 16    |
| 16    | 60 a 64 | 8     |
| 24    | 55 a 59 | 16    |
| 28    | 50 a 54 | 28    |
| 28    | 45 a 49 | 20    |
| 32    | 40 a 44 | 44    |
| 32    | 35 a 39 | 28    |
| 32    | 30 a 34 | 36    |
| 8     | 25 a 29 | 16    |
| 12    | 20 a 24 | 4     |
| 20    | 15 a 19 | 28    |
| 40    | 10 a 14 | 32    |
| 20    | 5 a 9   | 20    |
| 12    | 0 a 4   | 20    |

## Economia
El 2007 la població en edat de treballar era de 537 persones, 392 eren actives i 145 eren inactives. De les 392 persones actives 365 estaven ocupades (199 homes i 166 dones) i 27 estaven aturades (13 homes i 14 dones). De les 145 persones inactives 53 estaven jubilades, 58 estaven estudiant i 34 estaven classificades com a «altres inactius».

### Ingressos
El 2009 a Évecquemont hi havia 294 unitats fiscals que integraven 766 persones, la mediana anual d'ingressos fiscals per persona era de 29.471 €.

### Activitats econòmiques
Dels 55 establiments que hi havia el 2007, 1 era d'una empresa alimentària, 1 d'una empresa de fabricació de material elèctric, 1 d'una empresa de fabricació d'altres productes industrials, 9 d'empreses de construcció, 6 d'empreses de comerç i reparació d'automòbils, 1 d'una empresa de transport, 3 d'empreses d'informació i comunicació, 3 d'empreses financeres, 2 d'empreses immobiliàries, 9 d'empreses de serveis i 19 d'entitats de l'administració pública.
Dels 9 establiments de servei als particulars que hi havia el 2009, 1 era un taller de reparació d'automòbils i de material agrícola, 1 paleta, 1 guixaire pintor, 2 fusteries, 2 lampisteries, 1 electricista i 1 empresa de construcció.
L'únic establiment comercial que hi havia el 2009 era una carnisseria.

## Equipaments sanitaris i escolars
El 2009 hi havia 1 hospital de tractaments de curta durada i 1 hospital de tractaments de mitja durada (seguiment i rehabilitació).
El 2009 hi havia una escola elemental.

## Poblacions més properes
El següent diagrama mostra les poblacions més properes.